# São Lourenço (Setúbal)
São Lourenço is een plaats (freguesia) in de Portugese gemeente Setúbal en telt 8487 inwoners (2001).